# Eretmocerus rajasthanicus
Eretmocerus rajasthanicus är en stekelart som beskrevs av Hayat 1976. Eretmocerus rajasthanicus ingår i släktet Eretmocerus och familjen växtlussteklar. Inga underarter finns listade i Catalogue of Life.